# Bettina Blickwede
Bettina Blickwede (* 16. November 1966 in Hannover) ist eine deutsche Filmeditorin.
Bettina Blickwede studierte Theaterwissenschaft und Amerikanistik. Nach einem Praktikum im Kopierwerk wurde sie als Schnitt-Assistentin tätig. Seit Mitte der 1990er Jahre ist sie als selbstständige Filmeditorin aktiv.

## Filmografie (Auswahl)
- 1997: Geschwister – Kardeşler
- 1999: Dealer
- 2000: Dreckfresser (Dokumentarfilm)
- 2001: Der schöne Tag
- 2004: Kommune der Seligen (Dokumentarfilm)
- 2006: Schwarze Schafe
- 2007: Prater (Dokumentarfilm)
- 2007: After Effect
- 2008: Die koreanische Hochzeitstruhe (Dokumentarfilm)
- 2010: Im Schatten
- 2010: Die Eroberung der inneren Freiheit (Dokumentarfilm)
- 2015: Foto: Ostkreuz (Dokumentarfilm)